# Pterocalla reticulata
Pterocalla reticulata är en tvåvingeart som beskrevs av Friedrich Georg Hendel 1909. Pterocalla reticulata ingår i släktet Pterocalla och familjen fläckflugor. Inga underarter finns listade i Catalogue of Life.